# Pont Saint-Michel
Pont Saint-Michel er en bro, der forbinder Place Saint-Michel på venstre bred af floden Seine til Île de la Cité. Den blev opkaldt efter det nærliggende Saint-Michel-du-Palais-kapel. Den er beliggende nær Sainte-Chapelle og Palais de Justice. Den nuværende 62 meter lange bro kan dateres til 1857.

## Historie
Broen blev første gang opført i 1378 men genbygget flere gange, senest i 1857.

### Den middelalderlige bro
Opførelsen af en stenbro blev besluttet i 1378 af parlamentet i Paris efter en aftale med katedralen Notre-Dame de Paris, Paris' prévôt og byens købmænd. En placering nedstrøms for Petit-Pont blev valgt på Rue Saint-Denis-linjen fra Grand-Pont på Seinens højre bred og Rue de la Harpe på den venstre bred. Dette tillod en direkte rute på tværs af Île de la Cité.
Prévôten, Hugues Aubriot, var ansvarlig for tilsynet med projektet, som blev finansieret af kongen. Byggeriet varede fra 1379 til 1387. Da broen stod færdig kaldte pariserne broen Pont-Neuf ("Nybro", men denne skal ikke forveksles med den nuværende Pont-Neuf).
Som det var almindeligt i middelalderen, blev broens sider hurtigt fyldt med huse. Under vinteren 1407-1408, en af de længste og hårdeste i middelalderen, kollapsede broen med dens huse da is, båret af Seinen, ramte den. På grund af Frankrigs vanskeligheder i Hundredårskrigen blev broen straks genopbygget i træ. Dette materiale viste sig mindre modstandsdygtigt end den tidligere stenbro, og parlamentet i Paris besluttede man i 1444 at tildele alle penge indsamlet fra bøder til bygningen af en ny stenbro på samme beliggenhed.
Udseendet af denne anden bro er kendt fra et miniaturemaleri i Timer af Étienne Chevalier, malet af Jean Fouquet. Dette viser en bro, der hviler på høje bropiller af træ, såvel som lerklinede eller træ- og gipshuse med en enkelt tagryg langs hele broen.

### Renæssancebroen
En afløsningsbro blev bygget samtidig med at Pont Marie var under opførelse. Ejet af kongen, var den mere omfattende end Pont Marie og løb aldrig ind i samme slags strukturelle problemer, som både Pont Marie og Pont Neuf stødte på.
Arbejdet startede i 1617 og blev færdiggjort i 1623 ved hjælp af fundamenter, der lignede dem, der blev brugt i Rialto-broen og Pont des Boucheries. Disse fundamenter brugte træpæle toppet af en træplatform.
Broen blev bygget i fire spænd i form af cirkulære buer, så vejen skrånede op til midten af broen med en hældningsgrad på over 6%. De to største spænd var ca. 14 meter lange, mens de to kortere spænd på begge sider var ca. 10 meter lange. Den var den bredeste af de gamle broer i Paris og var designet til at holde to rækker af huse. En ordre blev udstedt i 1786 om at fjerne alle huse fra Paris' broer, men husene på denne bro forblev indtil 1808.

### Den moderne bro
Den nuværende 62 meter lange bro blev opført i 1857 og krævede kun syv måneder at konstruere.
Den blev designet på tre 17,2 meter buer af Paul-Martin Gallocher de Lagalisserie og Paulus Vaudrey. Broen var stedet for massakren på demonstranter af politiet i Paris-massakren i 1961, og en mindeplade blev lagt på broen af borgmesteren af Paris i 2001.

## Placering
Broen er beliggende tæt på metrostationen Saint-Michel.

## Galleri
- Udsigt fra Petit-Pont
- Udsigt fra Petit-Pont